# مات لافي
مات لافي (بالإنجليزية: Matt Levy) هو سباح أسترالي، ولد في 11 يناير 1987 في سيدني في أستراليا.

## روابط خارجية
- مات لافي على موقع Paralympic.org (الإنجليزية)
- مات لافي على موقع IPC.InfostradaSports.com (مؤرشف) (الإنجليزية)
- مات لافي على موقع اللجنة البارالمبية الأسترالية (الإنجليزية)